# Gary Kelly
Gary Oliver Kelly (n. Drogheda, Irlanda, 9 de julio de 1974) es un exfutbolista irlandés, que jugaba de defensa y militó en diversos clubes de Irlanda e Inglaterra. Es plenamente identificado con el Leeds United de Inglaterra, club donde jugó muchas temporadas y fue el club donde terminó su carrera como jugador.

## Selección nacional
Con la Selección de fútbol de Irlanda, disputó 52 partidos internacionales y anotó solo 2 goles. Incluso participó con la selección irlandesa, en 2 ediciones de la Copa Mundial. La primera participación de Kelly en un mundial, fue en la edición de Estados Unidos 1994. donde su selección quedó eliminado, en los octavos de final de la cita de Estados Unidos, tras perder categóricamente por 2-0, ante su similar de Holanda en Orlando y la segunda fue en la edición de Corea del Sur y Japón 2002, donde su selección nuevamente quedó eliminado en los octavos de final, esta vez a menos de España, por la lotería de los lanzamientos penales.

### Participaciones en Copas del Mundo
| Mundial                        | Sede                  | Resultado        |
| ------------------------------ | --------------------- | ---------------- |
| Copa Mundial de Fútbol de 1994 | Estados Unidos        | Octavos de final |
| Copa Mundial de Fútbol de 2002 | Corea del Sur y Japón | Octavos de final |

## Clubes
| Club            | País       | Año         |
| --------------- | ---------- | ----------- |
| Drogheda United | Irlanda    | 1989 - 1990 |
| Home Farm       | Irlanda    | 1990 - 1991 |
| Leeds United    | Inglaterra | 1991 - 2007 |

## Vida personal
Kelly es el tío de su colega internacional irlandés y compañero de equipo de Leeds United Ian Harte. Tío y sobrino formaban parte de la selección de Irlanda, que disputó la Copa del Mundo de 2002. También fue considerado entre el equipo de Leeds, como un bromista y bromista, habiendo realizado varias acrobacias diferentes, incluido el uso de Nicky Byrne de Westlife, en una sesión de entrenamiento cuando Byrne, se había cambiado para unirse. Byrne solía ser parte del equipo juvenil, establecido en Leeds United, a mediados de la década de 1990 y es un buen amigo de Kelly, incluso después de haber limpiado sus botas, cuando estaba un aprendiz en el club. También usó la cabeza de Lucas The Kop Kat, mientras aparecía en Sky de Soccer AM Crossbar Challenge.